# 今福インターチェンジ
今福インターチェンジ（いまふくインターチェンジ）は、長崎県松浦市今福町東免に設置されている西九州自動車道（伊万里松浦道路）のインターチェンジである。無料区間にあるため、料金所は設置されていない。
2015年（平成27年）3月に松浦市では初の高速道路およびインターチェンジとして利用開始した。

## 道路
- E35 西九州自動車道（伊万里松浦道路）

## 接続する道路
- 国道204号
- 長崎県道146号上志佐今福停車場線

## 歴史
- 2015年（平成27年）3月14日 : 山代久原IC - 今福IC間開通に伴い、供用開始。
- 2017年（平成29年）11月5日 : 今福IC - 調川IC間開通[1]。

## 周辺
- 松浦鉄道西九州線 今福駅
- 松浦市役所今福支所
- 松浦市立今福小学校

## 隣
E35 西九州自動車道（伊万里松浦道路）
山代久原IC - 今福IC - 調川IC

## 参考資料
- 『長崎新聞』2015年（平成27年）3月15日号